# Женервиль
Женерви́ль (фр. Generville) — коммуна во Франции, находится в регионе Лангедок — Руссильон. Департамент коммуны — Од. Входит в состав кантона Фанжо. Округ коммуны — Каркасон.
Код INSEE коммуны — 11162.

## Население
Население коммуны на 2008 год составляло 60 человек.
| 1962 | 1968 | 1975 | 1982 | 1990 | 1999 | 2008 |
| ---- | ---- | ---- | ---- | ---- | ---- | ---- |
| 66   | 76   | 56   | 67   | 64   | 64   | 60   |

## Экономика
В 2007 году среди 37 человек в трудоспособном возрасте (15—64 лет) 29 были экономически активными, 8 — неактивными (показатель активности — 78,4 %, в 1999 году было 76,2 %). Из 29 активных работали 26 человек (17 мужчин и 9 женщин), безработных было 3 (1 мужчина и 2 женщины). Среди 8 неактивных 2 человека были учениками или студентами, 1 — пенсионером, 5 были неактивными по другим причинам.